# Sornzig-Ablaß
Sornzig-Ablaß is een voormalige gemeente in de Duitse deelstaat Saksen, en maakt deel uit van de gemeente Mügeln in het district Nordsachsen.